# 伊東美咲
伊東美咲（日语：／ Itō Misaki，1977年5月26日—），原名安齊智子，是一名日本女演員和模特兒。

## 簡歷
大阪千代田短期大學幼兒教育學系畢業。所屬公司為日本研音（Ken-On Group）藝能事務所（藝員組）。本身为天理教信徒。
1977年，於日本福島縣磐城市出生。血型A型。家族有祖父母、父母、姊、弟、妹共8人。高中時期（福島縣立遠野高等學校中退，千代田高等學校編入畢業），在大阪千代田短期大学時期住在大阪府。她擁有保姆資格，同時亦擁有幼稚園教師與社會福利主任執照。
1999年，她開始為朝日啤酒品牌作代言人，同時被日本「CanCam」雜誌簽約成為旗下模特兒。之後，亦為Gateway電腦及Choya梅酒兩個品牌拍攝廣告。
2003年，日本富士電視台的「世界盃排球賽」轉播中擔任「全日本・勝利的女神」。
2004年的節目「雅典奧運前的最終予選」
2005年的「世界女排大獎賽」轉播中，亦以類似形象出現。
2004年上映的日本電影「海貓」，在戲中挑戰尺度的演出，使她開始在影視界備受注目。
2005年在富士電視台播映的電視劇電車男中擔演女主角愛瑪仕，節目平均收視率超過20%，為話題作。
2009年11月18日，與日本頗具規模的柏青哥公司社長榎本善紀入籍，同月24日，兩人於夏威夷舉辦結婚典禮。
2010年3月16日，伊東美咲透過經紀公司向媒體宣布已經懷孕6個月。
2010年中，長女誕生，演藝事業暫停。
2011年7月27日，在所属事务所的東日本大震災慈善活动「Message 2011」中出演，久违地出现在公众场合
2014年5月13日，宣布重启艺人活动，并开设官方博客。
2015年3月4日，宣布怀第二子，同年6月透過事務所發表產下長子，原定的預產期與長女同日。。

## 演出紀錄

### 電視劇
擔任劇中主角加为粗体字

#### 連續劇
- 戀愛症候群，（2000年10月-12月 富士電視台），港譯搞嘢辦公室（野乃莉莉）
- 上班女郎2，（2001年4月-6月 富士電視台），台譯第一女公關（觀月）
- （2001年7月-9月 富士電視台）（浜崎由香子）
- 美麗7人行（2001年10月-12月 日本電視台）（上野菜月）
- 極道鮮師（2002年4月-6月 日本電視台）（藤山靜香）
- 午餐女王（2002年7月-9月 富士電視台），富士電視台「月9」劇
- 辣妹逮捕令（2002年10月-12月 朝日電視台）
- 東京愛情電影（2003年4月-6月 富士電視台）（阪本理紗），富士電視台「月9」劇
- 正义大哥大（2003年7月-9月 關西電視台・富士電視台）（佐和真澄）
- 讓愛看得見（2004年4月-6月 富士電視台）（淺倉亞衣），富士電視台「月9」劇
- 爸气十足2（2004年10月-12月 TBS電視台）（降矢志麻）
- 虎與龍 （2005年4月-6月 TBS電視台）（メグミ）
- 電車男（2005年7月-9月 富士電視台）（青山沙織=愛瑪仕小姐）
- 危險傻大姊（2005年10月-12月 富士電視台）（皆川寬子），港譯:危險大家姐，富士電視台「月9」劇
- 戀愛維他命（2006年7月-9月 富士電視台）（藤井南），富士電視台「月9」劇
- 山女壁女（2007年7月-9月 富士電視台），又译平霸雙妹嘜，峰壁双姝传（青柳惠美）
- 愛迪生之母（2008年1月-3月 TBS電視台）（鮎川規子）
- 從天而降的三億兩千萬（2008年7月4日 朝日電視台）（彩票店的店員(客串)）

#### 單元劇
- 愛語低低切切（らぶ・ちゃっと/LOVE・CHAT）（2000年4月(第1話)・5月(第4話)・7月(第11話) 富士電視台）
- 超速V6 big大作戰（マッハブイロク"ＢＩＧ大作戦）（2000年6月 富士電視台）
- 极道鲜师特别篇 再见三年D班 （2003年3月 日本電視台） - （藤山静香）
- 流转的皇妃 最后的皇弟（流転の王妃・最後の皇弟）（2003年11月 朝日電視系列）（他他拉貴人）
- 帅哥医生 新春特別篇 （2004年1月 TBS電視台）
- 弟 （2004年11月 朝日電視台）（松山章子）
- 虎與龍 特别篇（2005年1月 TBS電視台）
- 電車男DX 最後的聖戦（2006年9月 富士電視台）（青山沙織=愛瑪仕小姐）
- 相聚一刻（2007年5月・2008年7月 朝日電視台SP劇系列）（音無響子）
- 戀歌SP劇第二夜（2008年10月7日 TBS電視台）（野村多美子）
- 世界奇妙物語輪廻村（「輪廻の村」）（2009年3月30日，富士電視台）（原田夕奈）

### 電影
- 模倣犯（2002年）(古川鞠子)
- The Snows （2002年）（琉璃子），港譯：白髮鬼日港合作，伊東美咲和馮德倫主演。
- 废柴三人组 （2002年，2006年7月公开）（タンク）
- 黃泉歸來(2003年)（斉藤幸子）
- 呪怨（2003年）（德永仁美）
- 大逃脱（2003年） （ユリナ）
- 海猫 （2004年）(野田薰)
- 狗狗心事 （2004年）（白鸟美咲）
- 電車男 （2005年）（若い女）
- 濱崎今天又失敗了 (2005年) （河口美玲）
- 關於愛  （2005年）（美智子），又名:戀愛地圖，日中台合作，伊東美咲和陳柏霖主演。
- 椿山課長之七日間（2006年）（和山椿）
- LASTLOVE（2007年）（上原結）
- 在天堂遇见你（2007年）（飯島寛子）

### 動畫
- アガサ・クリスティーの名探偵ポワロとマープル（2004年 NHK）（全3回）（18，19集配音）

### 广播剧
- （2007年3月18日 日本放送）

### 廣告
- 朝日啤酒
- 日本Gateway電腦
- 豐田汽車
- 森永製菓
- 資生堂 Shiseido
- 日立製作所
- Choya梅酒
- Onward樫山
- 日清食品
- JR東日本
- 馬自達
- 日本可口可樂
- 全日本空輸
- 日本吉百利
- 日本Bausch & Lomb
- 日本雀巢
- 沃达丰 Vodafone
- 大和证券
- 精工手表
- GUNZE

### 遊戲
- 「007 Everything or Nothing」（007 エブリシング オア ナッシング）

## 书籍

### 著作
- （2007年12月10日、アメーバブックス新社/幻冬舍）ISBN 978-4921068219

### 寫真集
- Brilliant（1999年5月25日、ソフトガレージ、撮影：塚田和徳）ISBN 978-4921068219
- 美（2001年10月、学習研究社、撮影：武藤義）ISBN 978-4054014619
- 美咲（2003年9月24日、リトル・モア、撮影：上田義彦）ISBN 978-4898151013
- Fruits（2004年4月21日、リトル・モア、撮影：森本美絵）ISBN 978-4898151181
- 伊東美咲in映画『海猫』（2004年11月、角川書店、撮影：西村彩子）ISBN 978-4048537940

## 荣誉

### 女演员
- 第28回 （日本电影金像奖）（2004年）
- 第29回  （2005年）
- 第43回 （2006年）

### 其它
- （2003年）

## 註解
1. ↑  名字裡的「咲」字，為「笑」的异体字，日文為綻放的意思，用於形容如煙花或笑容。
2. ↑  「咲」與「崎」字同音（さき，sa-ki），部分人常將該字誤譯為「崎」。

## 外部連結
- 伊東美咲官方網頁 （页面存档备份，存于）
- 伊東美咲官方博客 （页面存档备份，存于）
- 伊東美咲的Instagram帳戶（日語）